# Cymadothea trifolii
Cymadothea trifolii är en svampart som först beskrevs av Christiaan Hendrik Persoon, och fick sitt nu gällande namn av F.A. Wolf 1935. Cymadothea trifolii ingår i släktet Cymadothea och familjen Mycosphaerellaceae.  Arten är reproducerande i Sverige. Inga underarter finns listade i Catalogue of Life.